# Kazys Bizauskas
Kazys Bizauskas est un diplomate et homme politique lituanien né le 14 février 1893 à Pāvilosta et mort le 26 juin 1941 à Bigosovo (ru), en Union soviétique. En février 1918, il est l'un des vingt signataires de la déclaration d'indépendance de la Lituanie.
Membre de l'Assemblée constituante de Lituanie, il participe également aux négociations du traité de paix lituano-soviétique en 1920. Durant l'entre-deux-guerres, il assure diverses missions diplomatiques à l'étranger. Après l'occupation des pays baltes par l'Union soviétique, il est arrêté par le NKVD en 1940. Il est exécuté par balle l'année suivante près de la gare de Bigosovo (ru), avec plusieurs milliers d'autres prisonniers.